# Komisja Uczelni Mundurowych
Komisja Uczelni Mundurowych (KUM) – autonomiczne porozumienie zrzeszające 10 samorządów studenckich uczelni wojskowych oraz uczelni służb państwowych, które jest jednocześnie komisją branżową Parlamentu Studentów Rzeczypospolitej Polskiej. Do zadań komisji należy między innymi reprezentowanie interesów mundurowego środowiska studenckiego na arenie krajowej czy zacieśnianie współpracy i nawiązywanie więzi między studentami różnych formacji mundurowych.

## Uczelnie zrzeszone w ramach Komisji Uczelni Mundurowych
W skład Komisji Uczelni Mundurowych zrzeszone są samorządy studenckie:
- uczelni wojskowych:
  - Akademii Marynarki Wojennej w Gdyni
  - Akademii Sztuki Wojennej w Warszawie
  - Akademii Wojsk Lądowych we Wrocławiu
  - Kolegium Wojskowo-Lekarskiego Uniwersytetu Medycznego w Łodzi
  - Lotniczej Akademii Wojskowej w Dęblinie
  - Wojskowej Akademii Technicznej w Warszawie
- uczelni służb państwowych:
  - Akademii Policji w Szczytnie
  - Akademii Pożarniczej w Warszawie
  - Akademii Wymiaru Sprawiedliwości w Kaliszu
  - Wyższej Szkoły Straży Granicznej w Koszalinie

## Władze Komisji
Na czele Komisji Uczelni Mundurowych stoi prezydium, które pełni rolę organu wykonawczego i opiniodawczego. Wybierane jest w trakcie Walnego Zjazdu sprawozdawczo-wyborczego wszystkich członków Komisji, a jego kadencja trwa rok. Obecnie prezydium liczy 5 członków:
- przewodniczący Komisji Uczelni Mundurowych kpr. pchor. Michał Mazurek
- wiceprzewodnicząca Komisji Uczelni Mundurowych ds. uczelni wojskowych plut. pchor. Natalia Niedźwiedzka
- wiceprzewodniczący Komisji Uczelni Mundurowych ds. uczelni państwowych post. Norbert Karpiński
- sekretarz Komisji Uczelni mundurowych st. kpr. pchor. Bogumiła Przybyła
- członek prezydium Komisji Uczelni Mundurowych mł. chor. Rafał Gosiewski